# Discographie de The Clash

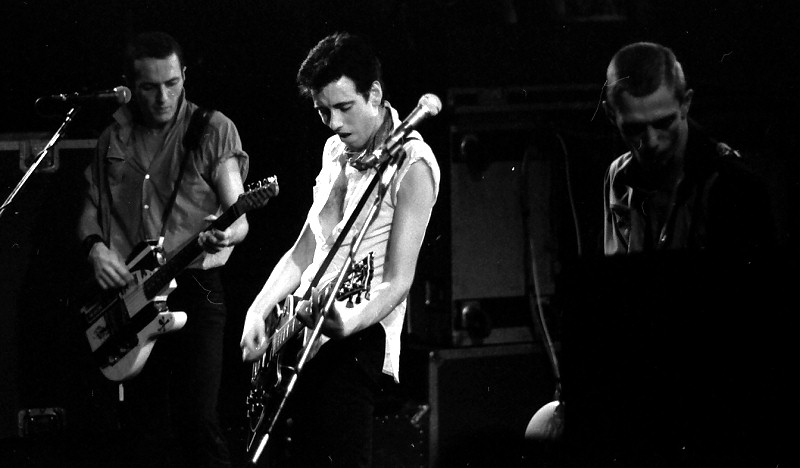
Concert à Oslo du groupe The Clash (1980).

Cette page décrit la discographie complète de The Clash, groupe de punk rock anglais. 

## Albums studio
| Date de sortie   | Titre                | Classement | Classement | Notes |
| Date de sortie   | Titre                | US         | UK         | Notes |
| ---------------- | -------------------- | ---------- | ---------- | --- |
| 8 avril 1977     | The Clash            | 126        | 12         | l'album sorti aux États-Unis en 1979, comportait des chansons supplémentaires par rapport à la version anglaise de 1977. |
| 10 novembre 1978 | Give 'Em Enough Rope | 128        | 2          | |
| 14 décembre 1979 | London Calling       | 27         | 9          | double album |
| 12 décembre 1980 | Sandinista!          | 24         | 19         | triple album |
| 14 mai 1982      | Combat Rock          | 7          | 2          | |
| 4 novembre 1985  | Cut the Crap         | 88         | 16         | |

## Compilations / Rééditions / Live
| Date de sortie   | Titre                                           | Classement | Classement | Classement | Label                               | Notes                                                                                                 |
| Date de sortie   | Titre                                           | FR         | US         | UK         | Label                               | Notes                                                                                                 |
| ---------------- | ----------------------------------------------- | ---------- | ---------- | ---------- | ----------------------------------- | --- |
| 1980             | Black Market Clash                              | -          | 74         | -          | Epic Records                        | Compilation de faces B                                                                                |
| 1988             | The Story of the Clash, Volume 1                | -          | 142        | 7          | CBS Records/Epic Records            | Compilation des plus grands succès                                                                    |
| 19 novembre 1991 | Clash on Broadway                               | -          | -          | -          | CBS Records/Epic Records            | Boite de 3 disques compilant plusieurs titres non sortis en album ainsi que des versions alternatives |
| 1991             | The Singles                                     | -          | -          | 68         | CBS Records/Epic Records            | Compilation de singles                                                                                |
| 1994             | Super Black Market Clash                        | -          | -          | 74         | Epic Records                        | Compilation de faces B                                                                                |
| 4 novembre 1999  | From Here to Eternity: Live                     | 17         | 193        | 13         | Epic Records                        | Compilation d'enregistrements live de 1978 à 1982                                                     |
| 2003             | The Essential Clash                             | -          | 99         | 18         | Epic Records/Legacy                 | Compilation des enregistrements principaux                                                            |
| 2004             | London Calling: 25th Anniversary Legacy Edition | -          | -          | 26         | Epic Records/Legacy                 | Ressortie de l'album, complété par des enregistrements des répétitions et le making of du DVD         |
| 30 octobre 2006  | Singles Box                                     | 87         | -          | -          | Epic Records/Legacy                 | Collection de 19 singles UK                                                                           |
| 6 octobre 2008   | Live at Shea Stadium                            | -          | -          | -          | Sony BMG Music Entertainment/Legacy | 15 titres live - Concert intégral enregistré les 12 & 13 octobre 1982 à New-York.                     |
| 20 mai 2022      | Combat Rock / The People’s Hall                 | -          | -          | -          | Sony BMG Music Entertainment/Legacy | Réédition de l'album original + 12 titres bonus de raretés, inédits,...                               |

## EP
| Date de sortie | Titre              | Classement | Classement | Notes |
| Date de sortie | Titre              | US         | UK         | Notes |
| -------------- | ------------------ | ---------- | ---------- | --- |
| 1er avril 1977 | Capital Radio      | -          | -          | offert aux lecteurs ayant renvoyé le coupon imprimé dans le magazine NME, accompagné du sticker rouge disponible dans le premier album |
| 11 mai 1979    | The Cost of Living | -          | 22         | contient 4 chansons |

## Singles UK
| Date de sortie    | Titre                                           | Album                   | Classement |
| ----------------- | ----------------------------------------------- | ----------------------- | ---------- |
| 18 mars 1977      | White Riot                                      | The Clash               | 38         |
| 1er avril 1977    | Capital Radio One                               | -                       | -          |
| 13 mai 1977       | Remote Control                                  | The Clash               | -          |
| 23 septembre 1977 | Complete Control                                | -                       | 28         |
| 17 février 1978   | Clash City Rockers                              | -                       | 35         |
| 16 juin 1978      | (White Man) In Hammersmith Palais               | -                       | 32         |
| 24 novembre 1978  | Tommy Gun                                       | Give 'Em Enough Rope    | 19         |
| 23 février 1979   | English Civil War                               | Give 'Em Enough Rope    | 25         |
| 11 mai 1979       | The Cost of Living (EP)                         | -                       | 22         |
| 7 décembre 1979   | London Calling                                  | London Calling          | 11         |
| 8 août 1980       | Bankrobber                                      | -                       | 12         |
| 28 novembre 1980  | The Call Up                                     | Sandinista!             | 40         |
| 16 janvier 1981   | Hitsville UK                                    | Sandinista!             | 56         |
| 10 avril 1981     | The Magnificent Seven                           | Sandinista!             | 34         |
| 20 novembre 1981  | This Is Radio Clash                             | -                       | 47         |
| 23 avril 1982     | Know Your Rights                                | Combat Rock             | 43         |
| 11 juin 1982      | Rock the Casbah                                 | Combat Rock             | 30         |
| 17 septembre 1982 | Should I Stay or Should I Go / Straight To Hell | Combat Rock             | 17         |
| 30 septembre 1985 | This Is England                                 | Cut the Crap            | 24         |
| 29 février 1988   | I Fought The Law                                | The Cost of Living (EP) | 29         |
| 25 avril 1988     | London Calling (re-sortie)                      | London Calling          | 46         |
| 9 juillet 1990    | The Guns of Brixton (Remixes)                   | London Calling          | 57         |
| 18 février 1991   | Should I Stay Or Should I Go (re-sortie)        | Combat Rock             | 1          |
| 1er avril 1991    | Rock the Casbah (re-sortie)                     | Combat Rock             | 15         |
| 27 mai 1991       | London Calling (second re-sortie)               | London Calling          | 64         |
| 14 octobre 1991   | Train In Vain (Stand By Me) (re-sortie)         | London Calling          | -          |

## Singles US
| Date de sortie    | Titre                                                | Album          | Classement |
| ----------------- | ---------------------------------------------------- | -------------- | ---------- |
| 26 juillet 1979   | I Fought The Law / (White Man) In Hammersmith Palais | -              | -          |
| 1980              | Train In Vain (Stand By Me) / London Calling         | London Calling | 23         |
| 17 février 1981   | Hitsville UK                                         | Sandinista!    | -          |
| 27 mars 1981      | The Magnificent Seven                                | Sandinista!    | -          |
| 25 novembre 1981  | This Is Radio Clash                                  | -              | -          |
| 10 juin 1982      | Should I Stay or Should I Go                         | Combat Rock    | 45         |
| 16 septembre 1982 | Rock the Casbah                                      | Combat Rock    | 8          |